# 名古屋市電栄町線

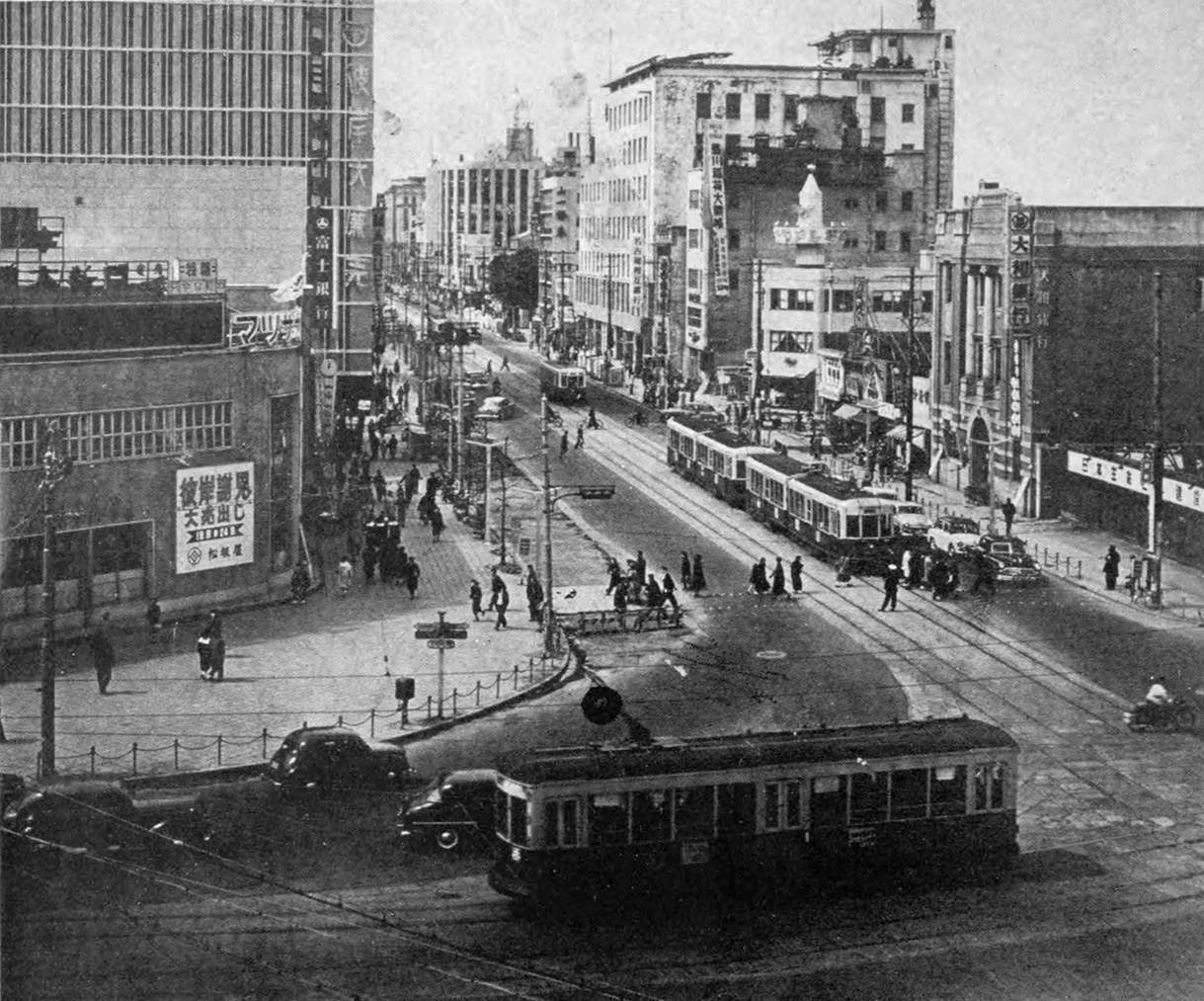
栄交差点から西を見る（1950年代）

栄町線（さかえまちせん）は、かつて愛知県名古屋市に存在した、名古屋市電の路線（路面電車）の一つである。同市中村区東部にあった笹島町停留場と、中区東部にあった千種駅前停留場（初代）を結んでいた。
名古屋市中心部の広小路通を東西に走っていた路線である。市電の前身である名古屋電気鉄道の創業路線として1898年（明治31年）に開業、1912年（明治45年）までに上記区間が全通。1922年（大正11年）に名古屋市電気局（1945年以降交通局）に買収され、名古屋市電の一路線となった。1971年（昭和46年）までに全線が廃止されている。

## 路線概況
全長は3.798キロメートル（1962年3月末時点・休止区間除く）。全線複線かつ道路上に敷設された併用軌道であった。この時点での営業区間は笹島町 - 西裏間で、西裏 - 千種駅前間0.2967キロメートルは休止線である。
起点は笹島町停留場である。名古屋駅の南東、名駅通・太閤通（県道68号）と広小路通（県道60号）が交差する笹島交差点に位置した。交差点は市電路線の四叉路でもあり、南北方向に笹島線が通り、西には中村線が伸び、そして東方向に広小路通上をこの栄町線が伸びていた。笹島町では笹島町と栄町線・中村線が平面交差したほか、名古屋駅前方面と栄町線を繋ぐ複線の連絡線が存在した。
笹島町の次の柳橋停留場は市道江川線と交差する柳橋交差点に位置した。ここも南北方向に走る市電上江川線・下江川線との交差地点で、ここでも平面交差に加えて栄町線笹島町方面と下江川線（水主町方面）を繋ぐ連絡線が存在した。堀川にかかる納屋橋を渡ると、納屋橋（旧・納屋橋東）停留場までの間で熱田台地上へと32パーミルの勾配で登る。広小路伏見（旧・伏見通）から広小路本町の間は市電がある当時から金融街であった。
広小路通と大津通が交差する栄交差点には栄（旧・栄町）停留場が立地した。周囲は百貨店が集まる繁華街である。栄も南北方向を走る市電大津町線・熱田線との交差地点であったが、ここには1960年代の段階では南北方向の路線との連絡線は存在しなかった。
栄より東では、広小路通と市道堀田高岳線（空港線）の交差点にあった東新町停留場、次の市道平田新栄町線・新栄老松町線との交差点にあった新栄町停留場もまた、南北の市電路線との交差地点であった。交差する市電路線は、東新町では高岳線・高岳延長線、新栄町では葵町線・公園線。新栄町については、栄町線車道方面と公園線（鶴舞公園方面）を繋ぐ連絡線が存在した。
栄町線の終点は、今池方面へ抜ける覚王山線の起点でもある「西裏」という地点である。本来、覚王山線との境界には西裏（西裏町）停留場があったが1944年（昭和19年）に廃止されている。西裏の交差点（現・千郷町交差点）より中央本線沿いに南へ約500メートル進むと旧千種駅へと出る。栄町線は元々この（旧）千種駅前まで伸びていたが、西裏 - 千種駅前間は1943年（昭和18年）より休止されており、戦後の市電最盛期には存在していなかった。

## 歴史

### 栄町線開業
名古屋市中区のうち、北は名古屋城外堀の一つ南の京町通、南は広小路通、西は堀川、東は久屋大通に囲まれる範囲は、江戸時代初頭に名古屋城城下町が整備されるにあたり「碁盤割」の街並みが形成され、江戸期より城下の中心地として栄えた土地である。このうち碁盤割南端にあたる広小路は、万治3年（1660年）の大火を機に道幅が拡張されたため旧来の堀切筋に代わって「広小路」と呼ばれるようになったとされる。
この広小路のうち江戸時代に拡張されていたのは、西は長者町から東は久屋町までの限られた区間であった。明治時代になると、東海道本線名古屋駅（1889年開設）の開業が決まったことで、広小路通は名古屋駅と市中心部を結ぶ幹線道路へと整備されていく。長者町以西・堀川までの未拡張区間が拡幅され、堀川より駅まで道路が新設されて道路整備が竣工したのは、駅開設2年前の1887年（明治20年）5月のことであった。道路改修と駅開設の結果、広小路通は人の往来が頻繁になり沿道には商店が続々と集まるようになった。
名古屋駅開設から5年経った1894年（明治27年）6月、当時の愛知県会議員らが馬車鉄道敷設の許可を得て愛知馬車鉄道という会社を設立した。この計画は準備段階で路面電車事業へと発展し、1896年（明治29年）6月3日付で電気軌道の敷設特許が下り、会社名も名古屋電気鉄道へ変更された。同社が取得した5本の特許線の一つに当時の笹島町（名古屋駅前）から栄町7丁目へ至る2.213キロメートルを繋ぐ広小路通上の「栄町線」があった。名古屋電気鉄道ではこの栄町線を最初の路線として1897年（明治30年）より工事に着手。翌1898年（明治31年）3月には竣工させた。
そして1898年5月6日、栄町線は営業を開始した。起点の停留場名は笹島、終点の停留場名は県庁前（後の久屋町）といい、途中に柳橋・御園町・七間町の3停留場が置かれた。

### 千種延伸
1902年（明治35年）、今度は市街地の東方に中央本線千種駅が開業した。この千種駅の設置計画が表面化したのを機に、市では広小路通を東方、千種町の境界まで延長する計画が浮上する。広小路通の突き当りには当時愛知県庁があったことから、県庁を迂回するか、県庁移転の上で直線道路を敷くかで議論があったが、結局直線道路案で決定。県庁は1901年（明治34年）1月にやや北へ移転し、同年12月には道路整備が竣工した。
名古屋電気鉄道では、1902年（明治35年）10月10日付で栄町7丁目より千種町字五反田までの区間について軌道敷設特許を取得した。翌1903年（明治36年）1月31日、1.801キロメートルの栄町線延伸区間が開業に至る。名古屋電気鉄道では柳橋から分岐する押切線（1901年開業）に続く3番目の路線であった。終点の停留場名は千種（初代）で、この段階では笹島 - 千種間に10の停留場が設置されていた。

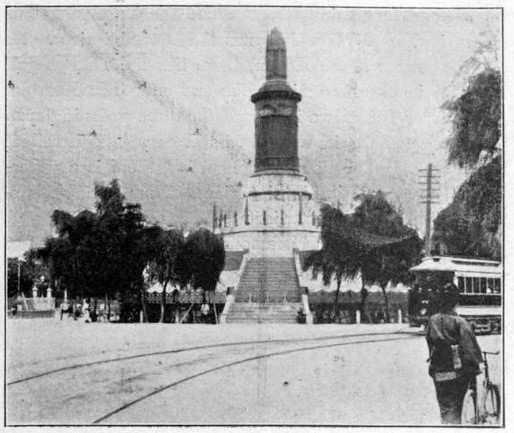
武平町にあった「日清戦役第一軍戦死者記念碑」。栄町線が碑の南側を迂回する。

この時期までの路線の特徴として、線路が道路の北寄りに敷設され、複線の通行方法が左側通行ではなく右側通行であった点が挙げられる。後者は1906年（明治39年）3月に左側通行へと変更され、前者についても1910年（明治43年）に道路中央への移設がなった。また延伸区間の途中に位置する武平町の交差点（現・中区役所交差点）には、日清戦争の慰霊碑である「日清戦役第一軍戦死者記念碑」が1901年に建立されており、碑が1920年（大正9年）12月に覚王山日泰寺へ移設されるまで線路は碑の南側を迂回する形で敷設されていた。
千種延伸後、1908年（明治41年）2月に千種駅前通の整備が完成し、名古屋駅から千種駅までの東西貫通幹線道路が全面的に竣工した。遅れて1912年（明治45年）4月1日、栄町線も西裏（旧・千種）から先、千種（2代目、後の千種駅前）までの0.2キロメートルが延伸され、全線開通した。また同年5月に覚王山へと至る覚王山線が西裏まで到達し、栄町線との連絡がなった。

### 市営化とその後
1922年（大正11年）8月1日、名古屋電気鉄道市内線を名古屋市が買収・市営化し名古屋市電気局（後の交通局）が引き継いだことで名古屋市電が成立した。これに伴い栄町線は名古屋市電の路線となる。この段階での栄町線の路線長は、名古屋駅前停留場から千種停留場までの4.1783キロメートルであった。また市営化時点では、名古屋駅前（一部は堀内町線那古野町）を起点に、西裏・千種駅前や東新町経由で高岳線大曽根、栄町経由で熱田線熱田伝馬町へと至る系統が設定されていた。
1937年（昭和12年）2月1日、広小路通・笹島交差点北西角にあった名古屋駅が高架化され桜通の正面にあたる現在地へと移転した。移転に伴い、市電でも移転と同日付で市営化以来「名古屋駅前停留場」（初代）を称していた栄町線の起点停留場が笹島町停留場へと改称する。さらに4月にかけて新駅前へ乗り入れる笹島線などが整備されていった。また高架化されたことで鉄道線の西側に孤立していた市電中村線と栄町線が直結された。
太平洋戦争開戦後の1943年（昭和18年）1月17日、工員輸送強化を目的に多数の通過停留場を設定した特急電車の運転が開始された。特急運転時間は始発から7時までの間で、その間栄町線末端西裏 - 千種駅前間は運休とされた。さらに同年12月1日の系統改正で、同区間は廓内線（大津橋 - 市役所前間）とともに全面的に運転休止となった。半年後の1944年（昭和19年）6月19日には、休止中の西裏 - 千種駅前間は軌道が撤去された。同区間は戦後復旧することはなく、休止中のまま1963年（昭和38年）2月1日付で廃止されている。

### 地下鉄建設と部分廃止
戦後の1957年（昭和32年）11月15日、名古屋駅から伏見町（現・伏見）経由で栄町（現・栄）へ至る2.4キロメートルに、名古屋市最初の地下鉄である名古屋市営地下鉄東山線が開業した。路線は広小路通（栄町線）の北側、錦通の地下を通った。東山線は順次東へ伸ばされ、1960年（昭和35年）6月に千種・今池経由で池下まで到達、1963年（昭和38年）4月には覚王山経由で東山公園まで達する。さらに1967年（昭和42年）3月には星ヶ丘まで延伸された。
地下鉄整備の一方、地下鉄の拡充と引き換えに1985年までにおおむね市電を撤去するという方針が1961年（昭和36年）に国の都市交通審議会で示されていた。実際に、地下鉄に先行して星ヶ丘へ延伸されていた市電は、地下鉄工事のため1961年（昭和36年）5月にまず東山公園線覚王山 - 星ヶ丘間が休止（のち廃止）され、次いで1965年（昭和40年）3月には東山線の輸送力強化で対応可能として覚王山線今池 - 覚王山間が廃止された。
国の審議会による方針に加え、事業の大幅な赤字化や市営バスの急速な拡大、自動車の普及による交通事情の変化など市電を取り巻く環境が変化したことから、覚王山線部分廃止直後の1965年3月、市交通局は地下鉄建設推進・バスの拡充とその一方での市電の段階的廃止を盛り込んだ「名古屋市交通事業の5カ年計画」を発表した。同計画では1969年度までの5年間で廃止すべきとして7線区計23.3キロメートルを取り上げており、その中で栄町線・覚王山線の栄町 - 今池間2.8キロメートルが1966年度に廃止すべき路線に挙げられた。廃止の理由は、並行する地下鉄の輸送力強化によってこの区間の利用者5万2千人の輸送が十分可能となるため、とされている。
1967年（昭和42年）2月1日、栄 - 今池間の廃止が実施され、栄町線栄 - 西裏間は廃止された。

### 全線廃止

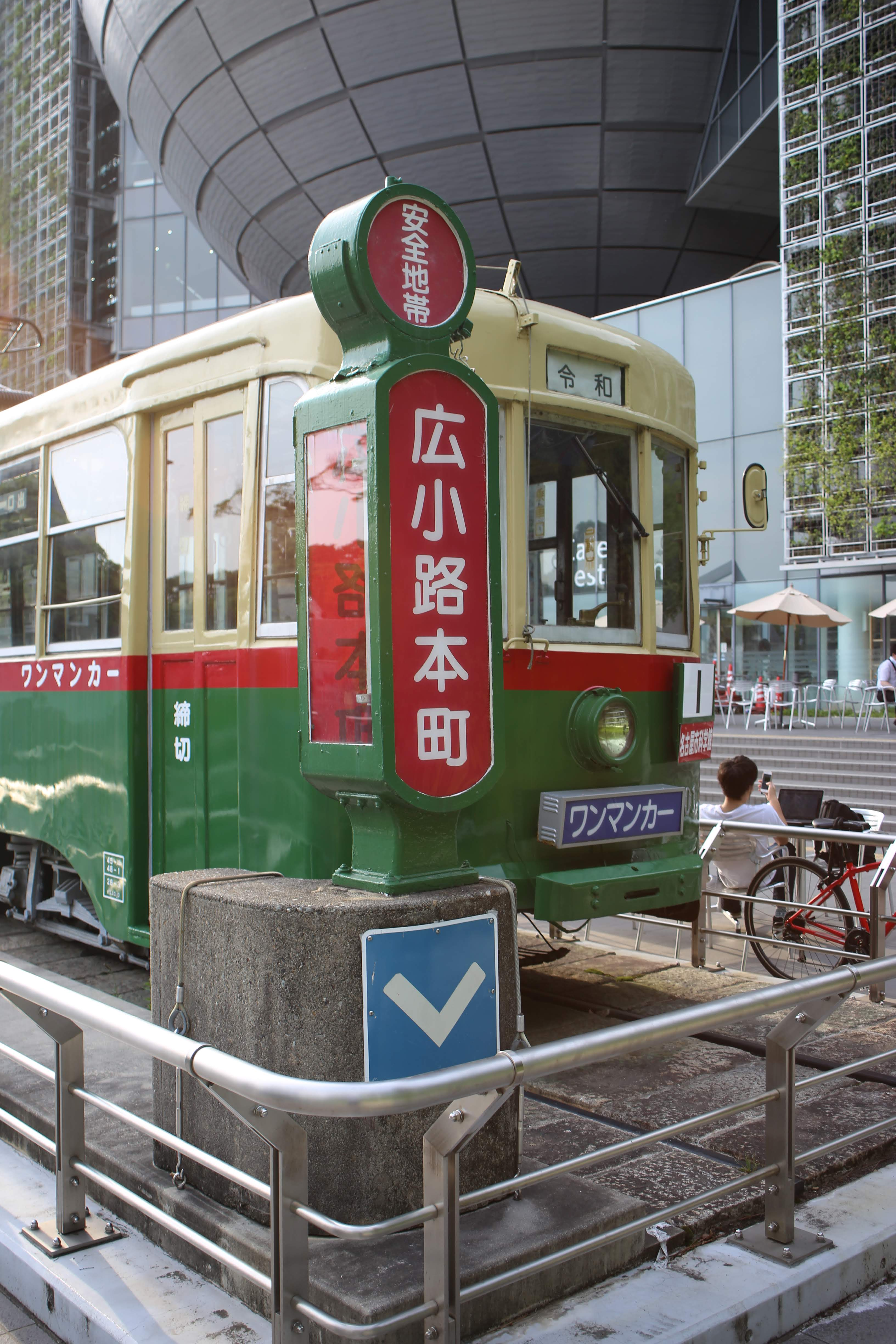
名古屋市科学館にある広小路本町停留場の標識

栄 - 今池間廃線により終点となった栄停留場は、引き続き降車場が栄交差点東側（当時のオリエンタル中村百貨店前）にあり、折り返し線がその先の久屋大通側まで伸びていたが、1968年（昭和38年）3月19日に地下街工事のため交差点西へ移設された。移設後の栄停留場は終点の単線化された部分に乗降場を配する構造となった。なおこの段階、同年3月末時点の路線長は1.897キロメートル（うち55メートル単線）であった。
1967年1月、交通局は先の「5カ年計画」を延長した「交通事業の長期計画」を策定、1975年度までの市電全廃を決定していた。さらに翌1968年12月には市電全廃の時期を1973年度に前倒しした。全廃決定により、栄町線笹島町 - 栄間1.8キロメートルは1971年（昭和46年）2月1日付で廃止された。廃線に際し、市電最初の開業区間の廃止となることから記念乗車券が発売されている。また最終営業日の1月31日には栄停留場において路線廃止に伴う「サヨナラ式」が挙行された。
以上で笹島町 - 栄間は廃止されたが、その後も統計には栄町線は笹島町付近の0.157キロメートルの路線として記載がある。ただし翌1972年（昭和47年）3月1日付で笹島町周辺の路線は全廃されている。

## 停留場
廃線前の段階で、栄町線には以下の10停留場が設置されていた。
| 停留場名                         | キロ程 (km) | 所在地                        | 位置                   |
| -------------------------------- | ----------- | ----------------------------- | ---------------------- |
| 笹島町（ささしまちょう）         | 0.0         | 中村区笹島町・広小路西通3丁目 | 笹島交差点付近         |
| 柳橋（やなぎばし）               | 0.4         | 中村区広小路西通2丁目・1丁目  | 柳橋交差点付近         |
| 納屋橋東（なやばしひがし）       | 0.7         | 中区広小路通1丁目・2丁目      | 広小路竪三蔵交差点付近 |
| 広小路伏見（ひろこうじふしみ）   | 1.1         | 中区広小路通4丁目・5丁目      | 広小路伏見交差点付近   |
| 広小路本町（ひろこうじほんまち） | 1.6         | 中区栄町1丁目・2丁目          | 広小路本町交差点付近   |
| 栄（さかえ）                     | 2.0         | 中区栄町5丁目・6丁目          | 栄交差点付近           |
| 武平町（ぶへいちょう）           | 2.2         | 中区新栄町1丁目・2丁目        | 中区役所交差点付近     |
| 東新町（ひがししんちょう）       | 2.7         | 中区新栄町3丁目               | 東新町交差点付近       |
| 新栄町（しんさかえまち）         | 3.3         | 中区新栄町6丁目               | 新栄町交差点付近       |
| 車道（くるまみち）               | 3.7         | 中区新栄町8丁目・9丁目        | 広小路車道交差点付近   |
| （旧・西裏）                     | 3.9         |                               | （覚王山線との境界）   |

### 停留場の変遷
（この節の出典はいずれも『日本鉄道旅行地図帳』7号54-55頁である）
- 1898年5月6日 - 路線開業に伴い、笹島・柳橋・御園町・七間町・県庁前を新設
- 1903年1月31日 - 千種延伸に伴い、西新町・東田町・布池町（初代）・車道・千種（初代）を新設。加えて既設区間に仲ノ町・長島町を新設し、七間町を呉服町、県庁前（初代）を久屋町に改称。この時点での停留場は以下の通り。
笹島・柳橋・仲ノ町・御園町・長島町・呉服町・久屋町・西新町・東田町・布池町・車道・千種
- 1907年ごろ - 呉服町を七間町に改称。
- 1908年5月3日 - 栄町を新設。
- 1910年ごろ - 長島町を桑名町に改称・移転。
- 1910年2月23日 - 布池町（初代）を新栄町に改称。
- 1912年以前 - 禰宜町・伏見町・長者町・本町・伊勢町・禅寺町・寺町・南辰巳町を新設。
- 1912年4月1日 - 延伸に伴い千種（2代）新設。千種（初代）を田代道に改称。
- 1912年5月22日 - 田代道を西裏に改称。
- 1913年11月10日 - 納屋橋を新設。御園町を南園町、桑名町を南桑名町、本町を鉄砲町、七間町を住吉町、久屋町を南久屋町に改称。
- 1914年12月1日 - 西新町を県庁前（2代）に改称。
- 1914年11月5日 - 禅寺町を東新町に改称・移転。この時点での停留場（23か所）は以下の通り。
笹島 - 禰宜町 - 柳橋 - 納屋橋 - 仲ノ町 - 南園町 - 伏見町 - 南桑名町 - 長者町 - 鉄砲町 - 住吉町 - 伊勢町 - 栄町 - 南久屋町 - 県庁前 - 東新町 - 寺町 - 東田町 - 新栄町 - 南辰巳町 - 車道 - 西裏 - 千種
- 1918年11月1日 - 禰宜町・仲ノ町・伏見町・長者町・住吉町・伊勢町・県庁前（2代）・寺町・南辰巳町を廃止。鉄砲町を広小路本町に、南久屋町を南武平町に改称。
- 1922年8月1日 - 市営化。笹島を名古屋駅前（初代）に改称。この時点での停留場（14か所）は以下の通り。
名古屋駅前 - 柳橋 - 納屋橋 - 南園町 - 南桑名町 - 広小路本町 - 栄町 - 南武平町 - 東新町 - 東田町 - 新栄町 - 車道 - 西裏 - 千種
- 1928年1月6日 - 南武平町を市役所前（初代）に改称。車道を廃止。
- 1930年4月19日 - 車道再開、西裏廃止。
- 1932年5月16日 - 千種（2代）を千種駅前（初代）に改称。
- 1933年8月7日 - 市役所前（初代）を武平町に改称。
- 1937年2月1日 - 名古屋駅前（初代）を「笹島町（元名古屋駅前）」に改称。
- 1937年4月16日 - 笹島町（元名古屋駅前）を笹島町に改称。
- 1939年8月7日 - 西裏町（旧・西裏）再開。
- 1943年ごろ - 南桑名町・武平町・東田町を休止。
- 1943年12月1日 - 西裏町・千種駅前（初代）を休止。
- 1944年5月13日 - 納屋橋・西裏町を廃止。
- 1946年10月1日 - 広小路本町を広小路七丁目に改称・移転。
- 1952年12月22日 - 納屋橋再開。南園町を伏見通、広小路七丁目を広小路本町に改称。
- 1954年9月1日 - 武平町再開。
- 1966年6月1日 - 納屋橋を納屋橋東、伏見通を広小路伏見、栄町を栄に改称。
- 1967年2月1日 - 東側区間の廃線に伴い、武平町・車道を廃止（東新町・新栄町は他線で存続）。
- 1971年2月1日 - 西側区間の廃線に伴い、納屋橋東・広小路伏見・広小路本町・栄を廃止（笹島町・柳橋は他線で存続）。

### 接続路線
- 市電
  - 笹島町停留場：中村線（1937年 - 1971年）・笹島線（1937年 - 1971年）・堀内町線（1921年 - 1937年）
  - 柳橋停留場：押切線（1901年 - 1971年）・下江川線（1911年 - 1971年）
  - 栄停留場：大津町線（1924年 - 1968年）・熱田線（1908年 - 1968年）
  - 東新町停留場：高岳線（1914年 - 1967年）・高岳延長線（1923年 - 1967年）
  - 新栄町停留場：葵町線（1915年 - 1967年）・公園線（1910年 - 1967年）
  - 西裏停留場：覚王山線（1911年 - 1967年）
- 地下鉄
  - 広小路伏見停留場：東山線（伏見駅、1957年 - 1971年）
  - 栄停留場：東山線・名城線（栄駅、1957年 - 1971年）
  - 新栄町停留場：東山線（新栄町駅、1960年 - 1967年）
- 国鉄線
  - 笹島町停留場：東海道本線・中央本線・関西本線（名古屋駅、1898年 - 1937年）
  - 千種駅前停留場：中央本線（千種駅、1912年 - 1943年）
- 名鉄線
  - 柳橋停留場：一宮線（柳橋駅、1913年 - 1941年）

## 運転系統

### 1937年時点
1937年（昭和12年）8月時点において栄町線で運行されていた運転系統は以下の通り。〔太字〕で示した範囲は線内を走行する区間を指す。
- 中村公園前 -〔笹島町 - 柳橋 - 栄町 - 東新町 - 新栄町 - 車道〕- 今池 - 覚王山
- 浄心前 - 名古屋駅前 -〔笹島町 - 柳橋 - 栄町 - 東新町 - 新栄町 - 車道 - 千種駅前〕
- 浄心前 - 名古屋駅前 -〔笹島町 - 柳橋 - 栄町 - 東新町〕- 鶴舞公園 - 高辻 - 市民病院前
- 浄心前 - 名古屋駅前 -〔笹島町 - 柳橋〕- 水主町 - 上前津 - 熱田駅前 - 熱田伝馬町
- 押切町 - 名古屋駅前 -〔笹島町 - 柳橋 - 栄町 - 東新町 - 新栄町 - 車道〕- 今池 - 覚王山 - 東山公園
- 那古野町 - 名古屋駅前 -〔笹島町 - 柳橋 - 栄町 - 東新町〕- 東片端 - 赤塚 - 大曽根
- 名古屋駅前 -〔笹島町 - 柳橋〕- 水主町 - 鶴舞公園 - 新栄町 - 平田町 - 東片端 - 菊井町 - 名古屋駅前
- 熱田伝馬町 - 熱田駅前 - 上前津 - 鶴舞公園 - 〔新栄町 - 車道〕- 今池 - 覚王山

### 1952年時点
1952年（昭和27年）3月時点において栄町線で運行されていた運転系統は以下の通り。〔太字〕で示した範囲は線内を走行する区間を指す。
- 1号系統：名古屋駅前 -〔笹島町 - 栄町 - 東新町 - 車道〕- 今池 - 池下 - 覚王山 - 東山公園
- 2号系統：中村公園前 -〔笹島町 - 栄町 - 東新町 - 車道〕- 今池 - 覚王山
- 11号系統：浄心町 - 名古屋駅前 -〔笹島町 - 栄町 - 東新町 - 車道〕- 今池 - 池下
- 60号系統：名古屋駅前 -〔笹島町 - 栄町 - 東新町 - 車道〕- 今池 - 大久手 - 安田車庫前 - 八事
- 62号系統：名古屋駅前 -〔笹島町 - 栄町 - 東新町 - 車道〕- 今池 - 大久手 - 桜山町 - 瑞穂通三丁目

### 1961年以降
1961年（昭和36年）4月時点において栄町線で運転されていた運転系統は以下の通り。〔太字〕で示した範囲は線内を走行する区間を指す。
- 1号系統：名古屋駅前 -〔笹島町 - 栄町 - 東新町 - 車道〕- 今池 - 覚王山 - 東山公園 - 星ヶ丘
- 2号系統：稲葉地町 - 中村公園前 -〔笹島町 - 栄町 - 東新町 - 車道〕- 今池 - 覚王山 - 東山公園
- 11号系統：浄心町 - 名古屋駅前 -〔笹島町 - 栄町 - 東新町 - 車道〕- 今池 - 覚王山
- 60号系統：名古屋駅前 -〔笹島町 - 栄町 - 東新町 - 車道〕- 今池 - 大久手 - 安田車庫前 - 八事
- 62号系統：名古屋駅前 -〔笹島町 - 栄町 - 東新町 - 車道〕- 今池 - 大久手 - 桜山町 - 瑞穂通三丁目

市電路線網の縮小が始まると、上記5系統のうちまず1963年（昭和38年）4月1日付で名古屋駅前 - 星ヶ丘間の1号系統が廃止された（ただし1961年5月より覚王山 - 東山公園 - 星ヶ丘間運休・バス代行＝2号系統も同じ）。また同年4月22日、名古屋駅前 - 瑞穂通三丁目間の62号系統が中村線大門通起点となった。
1967年（昭和42年）2月1日、栄 - 今池間の廃線に伴い名古屋駅前 - 八事間の60号系統、大門通 - 瑞穂通三丁目間の62号系統が廃止される。また1965年（昭和40年）3月より終点が覚王山から今池に移っていた2号系統・11号系統についても、栄までの運転に短縮された。従って1971年2月1日の栄町線全廃まで運行された系統は、稲葉地町 - 栄間の2号系統と浄心町 - 栄間の11号系統の2つであった。

## 利用動向
この節では、便宜的に栄町線と覚王山線の境界を車道停留場として扱う。

### 1959年調査
1959年（昭和34年）6月11日木曜日に実施された市電全線の利用動向調査によると、栄町線10停留場の方向別乗車人員・降車人員ならびに停留場間の通過人員は下表の通りであった。
| 停留場名   | 乗車人員 | 乗車人員 | 乗車人員 | 降車人員 | 降車人員 | 降車人員 | 停留場間通過人員 | 停留場間通過人員 |
| 停留場名   | ▼東行    | ▲西行    | 合計     | ▼東行    | ▲西行    | 合計     | ▼東行            | ▲西行            |
| ---------- | -------- | -------- | -------- | -------- | -------- | -------- | ---------------- | ---------------- |
| 笹島町     | 3,800    | 終点     | (15,741) | 起点     | 7,922    | (18,975) | 36,264           | 37,502           |
| 柳橋       | 6,253    | 3,666    | (19,057) | 3,427    | 6,050    | (18,428) | 36,264           | 37,502           |
| 柳橋       | 6,253    | 3,666    | (19,057) | 3,427    | 6,050    | (18,428) | 39,090           | 39,886           |
| 納屋橋東   | 3,188    | 2,707    | 5,895    | 2,937    | 4,155    | 7,092    | 39,090           | 39,886           |
| 納屋橋東   | 3,188    | 2,707    | 5,895    | 2,937    | 4,155    | 7,092    | 39,341           | 41,334           |
| 伏見通     | 3,663    | 2,155    | 5,818    | 2,275    | 3,677    | 5,952    | 39,341           | 41,334           |
| 伏見通     | 3,663    | 2,155    | 5,818    | 2,275    | 3,677    | 5,952    | 40,729           | 42,856           |
| 広小路本町 | 3,219    | 4,498    | 7,717    | 3,606    | 3,507    | 7,113    | 40,729           | 42,856           |
| 広小路本町 | 3,219    | 4,498    | 7,717    | 3,606    | 3,507    | 7,113    | 40,342           | 41,865           |
| 栄町       | 13,798   | 12,511   | (52,737) | 11,663   | 13,094   | (48,834) | 40,342           | 41,865           |
| 栄町       | 13,798   | 12,511   | (52,737) | 11,663   | 13,094   | (48,834) | 42,477           | 42,448           |
| 武平町     | 1,841    | 1,256    | 3,097    | 1,188    | 1,245    | 2,433    | 42,477           | 42,448           |
| 武平町     | 1,841    | 1,256    | 3,097    | 1,188    | 1,245    | 2,433    | 43,130           | 42,437           |
| 東新町     | 5,564    | 7,048    | (22,937) | 7,238    | 5,597    | (23,236) | 43,130           | 42,437           |
| 東新町     | 5,564    | 7,048    | (22,937) | 7,238    | 5,597    | (23,236) | 41,456           | 40,986           |
| 新栄町     | 4,441    | 4,096    | (15,772) | 4,186    | 4,575    | (15,670) | 41,456           | 40,986           |
| 新栄町     | 4,441    | 4,096    | (15,772) | 4,186    | 4,575    | (15,670) | 41,711           | 41,465           |
| 車道       | 終点     | 5,465    | (8,375)  | 5,665    | 起点     | (8,213)  | 41,711           | 41,465           |

- 備考
  - 笹島町・柳橋・栄町・東新町・新栄町・車道の乗車人員・降車人員合計値は他線区の数値を含む。
  - 笹島町をまたいで笹島線（名古屋駅前以遠）と直通する乗客は、東行19,034人・西行17,167人。
  - 笹島町をまたいで中村線（笈瀬通以遠）と直通する乗客は、東行13,430人・西行12,413人。
  - 車道をまたいで新栄町以遠と直通する乗客は、東行36,046人・西行36,000人。

### 1966年調査
1966年（昭和41年）11月8日火曜日に実施された市電全線の利用動向調査によると、栄町線内10停留場の方向別乗車人員・降車人員ならびに停留場間の通過人員は下表の通りであった。
| 停留場名   | 乗車人員 | 乗車人員 | 乗車人員 | 降車人員 | 降車人員 | 降車人員 | 停留場間通過人員 | 停留場間通過人員 |
| 停留場名   | ▼東行    | ▲西行    | 合計     | ▼東行    | ▲西行    | 合計     | ▼東行            | ▲西行            |
| ---------- | -------- | -------- | -------- | -------- | -------- | -------- | ---------------- | ---------------- |
| 笹島町     | 1,606    | 終点     | (10,237) | 起点     | 2,657    | (11,107) | 15,905           | 14,699           |
| 柳橋       | 2,826    | 2,011    | (9,236)  | 2,094    | 2,173    | (8,573)  | 15,905           | 14,699           |
| 柳橋       | 2,826    | 2,011    | (9,236)  | 2,094    | 2,173    | (8,573)  | 16,637           | 14,861           |
| 納屋橋     | 1,061    | 1,090    | 2,151    | 1,217    | 1,411    | 2,628    | 16,637           | 14,861           |
| 納屋橋     | 1,061    | 1,090    | 2,151    | 1,217    | 1,411    | 2,628    | 16,481           | 15,182           |
| 広小路伏見 | 1,489    | 1,242    | 2,731    | 1,594    | 1,233    | 2,782    | 16,481           | 15,182           |
| 広小路伏見 | 1,489    | 1,242    | 2,731    | 1,594    | 1,233    | 2,782    | 16,376           | 15,173           |
| 広小路本町 | 929      | 1,727    | 2,656    | 1,972    | 1,192    | 3,164    | 16,376           | 15,173           |
| 広小路本町 | 929      | 1,727    | 2,656    | 1,972    | 1,192    | 3,164    | 15,333           | 14,638           |
| 栄         | 5,316    | 6,113    | (25,417) | 7,019    | 4,667    | (2,4293) | 15,333           | 14,638           |
| 栄         | 5,316    | 6,113    | (25,417) | 7,019    | 4,667    | (2,4293) | 13,630           | 13,192           |
| 武平町     | 879      | 644      | 1,523    | 725      | 702      | 1,427    | 13,630           | 13,192           |
| 武平町     | 879      | 644      | 1,523    | 725      | 702      | 1,427    | 13,784           | 13,250           |
| 東新町     | 2,413    | 2,937    | (10,717) | 3,046    | 2,388    | (10,665) | 13,784           | 13,250           |
| 東新町     | 2,413    | 2,937    | (10,717) | 3,046    | 2,388    | (10,665) | 13,151           | 12,701           |
| 新栄町     | 1,727    | 1,747    | (7,156)  | 1,774    | 1,752    | (7,157)  | 13,151           | 12,701           |
| 新栄町     | 1,727    | 1,747    | (7,156)  | 1,774    | 1,752    | (7,157)  | 13,104           | 12,706           |
| 車道       | 終点     | 1,877    | (2,695)  | 1,954    | 起点     | (2,702)  | 13,104           | 12,706           |

- 備考
  - 笹島町・柳橋・栄・東新町・新栄町・車道の乗車人員・降車人員合計値は他線区の数値を含む。
  - 笹島町をまたいで中村線（笈瀬通以遠）と直通する乗客は、東行9,233人・西行8,172人。
  - 笹島町をまたいで笹島線（名古屋駅前以遠）と直通する乗客は、東行5,066人・西行3,870人。
  - 車道をまたいで新栄町以遠と直通する乗客は、東行11,150人・西行10,829人。